# Нджамена (аэропорт)
Международный аэропорт Нджамена (ИАТА: NDJ, ИКАО: FTTJ) (араб. مطار انجمينا الدولي‎; фр. Aéroport international de N'Djamena) — международный аэропорт, обслуживаний Нджамену, столицу Чада. Это единственный международный аэропорт страны. Аэропорт имеет двойное назначение: гражданские и военные объекты расположены по разным сторонам от единственной взлётно-посадочной полосы. Также иногда называют международный аэропорт имени Хасана Джамуса.

## История
Аэродром был построен в 1939 году как база ВВС Франции «Форт-Лами».
20 сентября 1940 года союзники открыли воздушное сообщение между Такоради в Гане и Каиром в Египет. Самолёты, часто прибывающие из Совещания собираются через Бразилию, останавливаются в Форт-Лами благодаря переходу Чада под контролем Свободной Франции 26 августа 1940 года[уточнить].
В 1975 году, в связи с провозглашением независимости Чада, французские ВВС покинули аэропорт, после чего он стал основной базой ВВС Чада.

## Французская военная база
С 1986 года в аэропорту также дислоцируется отряд французской армии в рамках операции «Эпевье».
В 2013 году база использовалась французскими ВВС во время операции «Сервал» в Мали, с участием до 8 «Rafale» в военных операциях и с одной из основных баз операции «Бархан» в Сахаре.
В 2016 году в операции участвуют около 1500 человек, 12 истребителей Mirage 2000, вертолёты Puma и Caiman, а также транспортные самолёты и самолёты-заправщики (C-160 Transall, Boeing KC-135, C-130 Hercules). Операции проводятся в соседних Мали и Нигере в рамках операции «Бархан» по борьбе с группировками боевиков на юге Сахары. Вся территория находится в ведении полковника французских ВВС. Из-за важности операции взлетно-посадочная полоса всегда открыта, обеспечено отличное первичное радиолокационное покрытие, а также развернуты другие объекты (военный госпиталь, спасательная и пожарная службы, помощь с УВД).
7 сентября 1987 года Ту-22 ВВС Ливии был сбит ракетой «Hawk» при бомбардировке французской авиабазы. Три члена экипажа погибли, а бомбы не попали в цель, упав в пустыне.
В аэропорту также базируются Су-25, Ми-24 и C-130 Hercules ВВС Чада.

## Характеристики
Аэропорт расположен на высоте 295 м над средним уровнем моря. У него есть одна взлетно-посадочная полоса, с номером 23/05, с асфальтовым покрытием, размером 2800 × 45 метров.

## Статистика
Данные из запроса в Викиданные.

## Авиакатастрофы и происшествия
- 11 ноября 1952 года Douglas DC-4/C-54A авиакомпании Union Aéromaritime de Transport потерпел крушение у озера Чад, примерно в 120 км к северо-северо-западу от отправной точки Форт-Лами, в начале полета в Бейрут. Четверо из пяти членов экипажа и единственный пассажир погибли[9].

- 3 июня 1955 года грузовой Douglas DC-4 авиакомпании UAT, следовавший из Дуалы перевернулся при посадке в аэропорту Форт-Лами. Вероятно, при посадке в самолет ударила молния, когда он приземлялся во время грозы[10]. Все три члена экипажа, находившиеся на борту, погибли[11].

- 15 февраля 1963 года Nord Noratlas 2501 ВВС Франции был уничтожен в аэропорту Форт-Лами в результате пожара, вспыхнувшего во время дозаправки. Никто не пострадал[12].
- 28 января 1978 года[13] Douglas C-47 TT-EAB авиакомпании Air Tchad[14] был сбит повстанцами недалеко от Тибести[13]. Поврежденный самолёт, по-видимому, приземлился в международном аэропорту Нджамены[15].

- 19 сентября 1989 г. McDonnell Douglas DC-10-30 авиакомпании UTA, выполнявший рейс 772 по маршруту Браззавиль-Нджамена-Париж, был взорван через 46 минут после взлёта из Нджамены, после чего упал на территории Нигера. Все 156 пассажиров и 14 членов экипажа, находившиеся на борту, погибли[16][17].

- 22 ноября 1989 года передняя стойка шасси самолета Douglas DC-4 авиакомпании Air Chad разрушилась при посадке в аэропорту Нджамены. Люди не пострадали. Самолёт был повреждён и не подлежал ремонту[18].

- 24 июля 2001 года Vickers Viscount авиакомпании Transtel был поврежден и не подлежал экономическому ремонту в результате аварии на взлёте. Несмотря на списание страховщиками, самолёт был отремонтирован. Ремонт был почти завершён, когда солдат, разряжавший винтовку, случайно выстрелил, пробив топливный бак[19][20][21].

- 24 января 2007 года Boeing 737-200, авиакомпании Air West следовавший по маршруту Хартум—Эль-Фашир приземлился в Нджамене после того, как его угнали.